# Upsilon Piscis Austrini
Upsilon Piscis Austrini ( Piscis Austrini) é uma estrela na direção da constelação de Piscis Austrinus. Possui uma ascensão reta de 22h 08m 25.93s e uma declinação de −34° 02′ 37.4″. Sua magnitude aparente é igual a 4.99. Considerando sua distância de 528 anos-luz em relação à Terra, sua magnitude absoluta é igual a −1.06. Pertence à classe espectral K4III.